# Do Sāleh Deh
Do Sāleh Deh (persiska: دو ساله ده) är en ort i Iran.   Den ligger i provinsen Gilan, i den nordvästra delen av landet, 190 km nordväst om huvudstaden Teheran. Do Sāleh Deh ligger 1 315 meter över havet och antalet invånare är 458.
Terrängen runt Do Sāleh Deh är kuperad åt nordost, men åt sydväst är den bergig. Do Sāleh Deh ligger nere i en dal.Runt Do Sāleh Deh är det ganska glesbefolkat, med 45 invånare per kvadratkilometer. Närmaste större samhälle är Jīrandeh, 9,0 km söder om Do Sāleh Deh. Trakten runt Do Sāleh Deh består till största delen av jordbruksmark.